# Суурупи
Су́урупи (эст. Suurupi) — деревня в северной Эстонии на берегу Финского залива, в волости Харку уезда Харьюмаа. 

## География и описание
Расположена в 23 километрах к западу от Таллина, на полуострове Суурупи. Высота над уровнем моря — 35 метров.
Климат умеренный. Официальный язык — эстонский. Почтовый индекс — 76907.

## Население
По данным переписи населения 2011 года в деревне проживали 1009 человек, из них 859 (85,1 %) — эстонцы.
Численность населения деревни Суурупи:
| Год  | 2000 | 2011   | 2017   | 2018   | 2019   | 2020   |
| ---- | ---- | ------ | ------ | ------ | ------ | ------ |
| Чел. | 257  | ↗ 1009 | ↗ 1013 | ↗ 1057 | ↗ 1118 | ↗ 1162 |

## История
Суурупи была впервые упомянута в 1566 году (Surpe, мыс). В средние века на местном побережье жили шведы.
Современная деревня Суурупи была образована в 1977 году из деревень Орава (эст. Orava) и Ранна (эст. Ranna, в 1798 году упоминается Rannaperre) и части деревень Мяэранна (эст. Mäeranna) и Витикиндлусе (эст. Vitikindluse).
В Суурупи находятся объекты Морской крепости Петра Великого. В годы Эстонской ССР они использовались советскими войсками.
В 2017 году в деревне насчитывалось 877 дачных грунтов, в части которых проживают круглогодично, а другая часть используется в качестве летних домиков.
На территории деревни расположена бывшая мыза Таубенпевель (Вана-Пяэла), памятник культуры.

## Маяки Суурупи

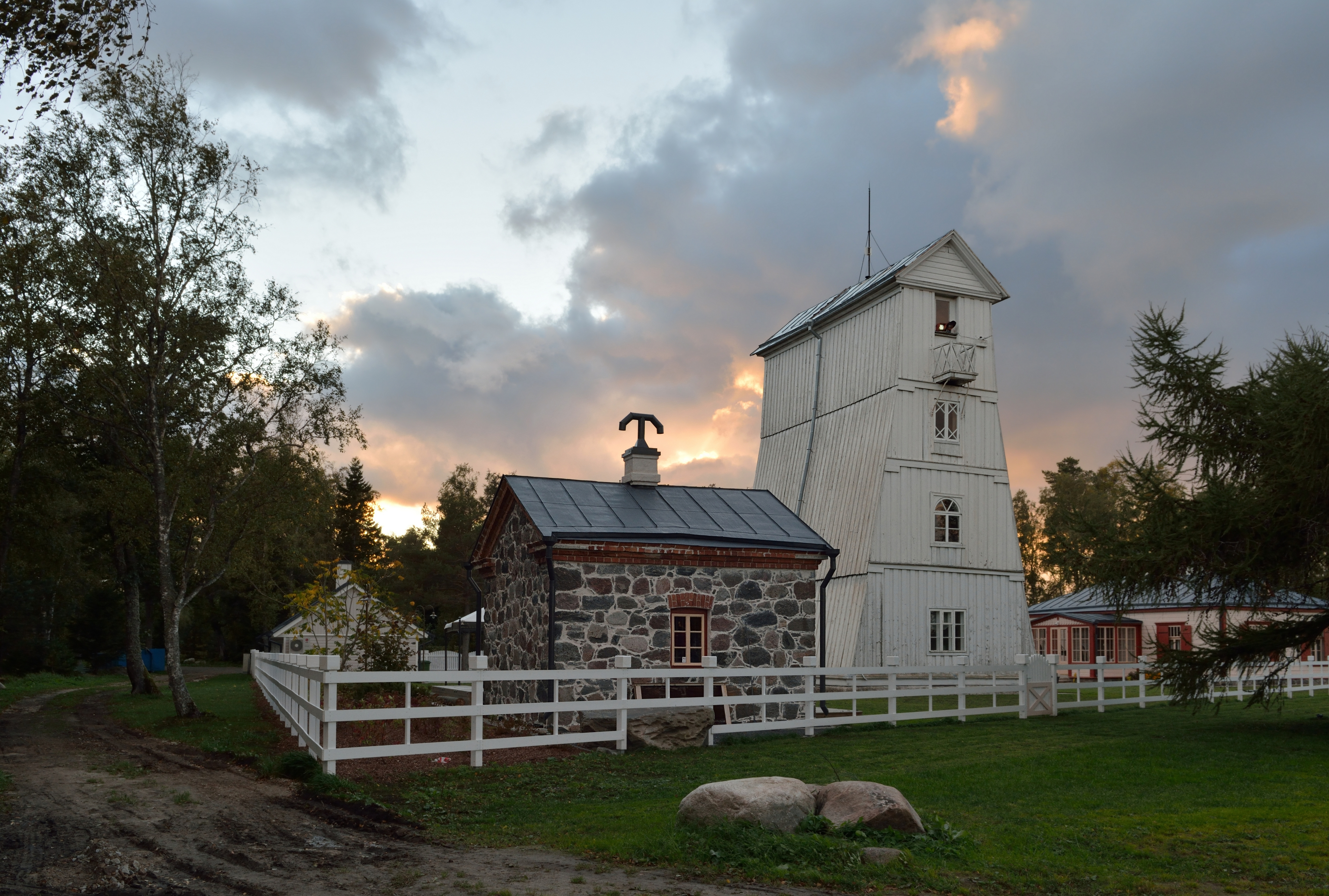
Нижний Суроп

На территории деревни находятся два маяка. Старейший в Эстонии деревянный маяк — Суурупский нижний маяк (Нижний Суроп) — был построен в 1859 году. Это старейший рабочий маяк в Эстонии. Высота маяка от основания составляет 15 метров, высота над уровнем моря — 18 метров. На территории маячного городка находятся четыре постройки, включённые в Государственный регистр  памятников культуры Эстонии — собственно маяк (1859), жилой дом (1911), техническое здание (1911) и хранилище для горючего (1881).
Старый фонарь маяка (1951—1998) выставлен в Морском музее в Таллине (на верхнем ярусе башни «Толстая Маргарита»).
Суурупский верхний маяк (Верхний Суроп) построен в 1760 году. Высота маяка от основания 22 метра, над уровнем моря — 66 метров.
Отремонтирован в 1998 году. Наряду с верхним маяком в регистр памятников культуры включены пять объектов на его территории: погреб (XIX век), сауна (1896), хранилище для горючего (1898), хлев (1911) и жилой дом (1951).